# Римская академия изящных искусств
Ри́мская акаде́мия изя́щных иску́сств (итал. Accademia di belle arti di Roma) — высшее учебное заведение в Риме. Является одной из самых важных и древних академий изящных искусств в Италии, а также первой официально признанной Министерством образования Италии.

## История
Академия берёт начало от Академии Святого Луки — объединения художников, скульпторов и архитекторов, основанного во второй половине XVI века по инициативе Джироламо Муциано и Федерико Цуккаро.
В 1754 году при академии была открыта «Свободная школа рисования обнажённой натуры» (итал. Scuola Libera del Nudo), действующая по сей день. Школа предлагает бесплатные курсы за пределами академических часов.
После объединения Италии и провозглашения Рима столицей в 1870 году по инициативе 50-ти художников была проведена реформа Академии, которая до этого находилась под папской властью. Все прежние преподаватели были заменены на назначаемых государством, и академия фактически была национализирована.
Исторический комплекс, в котором находится академия, на Виа ди Рипетта, традиционно называемый «Подкова», был построен в 1840-х годах как жилое здание и был адаптирован под резиденцию Академии с добавлением помещений, специально предназначенных для «Свободной школы обнаженной натуры».